# Roumanie au Concours Eurovision de la chanson 2012
La Roumanie a participé au Concours Eurovision de la chanson 2012 et a sélectionné son artiste et sa chanson via une sélection nationale, organisée par le diffuseur roumain TVR et qui a eu lieu le 10 mars 2012.

## Sélection nationale
À la mi-janvier 2012, la participation de la Roumanie au Concours Eurovision 2012 reste non confirmée. Le portail en ligne de l'un des journaux roumains, Cotidianul, suppose que la Roumanie n'allait pas participer à l'Eurovision 2012 mais les responsables de TVR ne confirme pas cette information. Il est par la suite annoncé que la Roumanie va prendre part au Concours Eurovision de la chanson 2012. TVR fait pression sur l'Union européenne de radio-télévision (UER) dans le but de faire baisser les frais d'inscription et déclare que la participation est possible que si 40 % des coûts qui pourraient y avoir pourraient être financés par un sponsor.
Il est annoncé également que TVR avait essayé de convaincre Inna de représenter le Roumanie au Concours 2012 grâce à une sélection en interne mais elle refuse cette invitation car elle est occupée avec le I Am the Club Rocker Tour,.
Comme la sélection interne n'a pas lieu, TVR annonce le lancement d'une pré-sélection de chansons pour la quinzième édition de la Selecţia Naţională.
Pour cela, le diffuseur annonce que les participants éventuels doivent présenter leur chanson entre le 6 et le 23 février pour que le diffuseur lance ensuite le processus de vérification pour vérifier si les règles sont respectés puis si c'est le cas, les chansons sont jugés par un jury composé de professionnels des médias qui sélectionne un certain nombre de chansons. Si c'est pas le cas, les chansons sont automatiquement disqualifiés.  Si le jury considère que l'artiste ne convient pas à la chanson, il recommande un autre artiste dans la liste des chansons sélectionnés pour la finale. Les frais pour participer au concours sont de 150 RON soit 34,50 €. La grande finale a lieu à Bucarest le 10 mars.
De plus, l'auteur-compositeur irlandais Karl Broderick a soumis sa chanson Twilight pour la sélection du représentant de la Roumanie à l'Eurovision après avoir correctement prédit que  Jedward allait remporter la sélection irlandaise avec leur chanson Waterline. Broderick déclare à RTÉ : « La chanson est un clin d'œil aux films populaires du même nom, sur les vampires, alors j'ai pensé qu'il serait intéressant d'envoyer la chanson à l'endroit où il y a la Transylvanie. Ils avaient terminé (la Roumanie) troisième il y a deux ans. ».
Enfin, le 6 février, SRTV publie une liste de souhaits aux compositeurs, les encourageant à composer des chansons pour les 84 artistes suivants.
| |  |  |
| Mihai Trăistariu (à gauche) et Elena Gheorghe (à droite), anciens représentants de la Roumanie au concours, confirment leur retour pour la sélection 2012. |  |  |

| |  |  |
| Paula Seling (à gauche) et Ovi (à droite) qui avaient terminés à la meilleure place que la Roumanie a atteinte dans le concours (3e en 2010), participent de nouveau à la finale nationale 2012. |  |  |

| Aurelian Temişan Akcent Alex Velea Alexa Alexandra Stan Alexandra Ungureanu Alin Vaduva Alina Eremia Annamarie Dancs Anda Adam Andra Andreea Bănică Antonia Blaxy Girls Bogdan Bradu Cătălin Josan Claudia Pavel Corina Costi Ioniță Cristian Sanda Cristina Vasiu Dalma Dan Bălan Delia Desperado Direcţia 5 DJ Project Dya | Edward Maya Elena Gheorghe Ellie White Fly Project Giulia Holograf Horia Brenciu Hotel FM Inna Ionuţ Ungureanu Irina Popa Jasmine Kamelia Keo Laurenţiu Cazan Laurenţiu Duţă Leo Iorga Liviu Teodorescu Lora (Wassabi) Loredana Groza Lucia Dumitrescu Luminiţa Anghel Mandinga Marcel Pavel Maria Radu Mihai Trăistariu Miki Monica Anghel | Mona and Liviu Hodor Morandi Natalia Barbu Nico Nicola Noni Ovidiu Cernăuțeanu Pasager Pasha Paula Seling Pepe Proconsul Răzvan Krivach RedBlonde Silvia Ştefănescu Simona Nae Smiley Ștefan Bănică, Jr. Tabasco Taxi Tavi Colen The Marker Tica Alexe Tony Tomas Tara Voltaj Vunk Zero |

Notes: 
- Les candidats en gras ont confirmé leur participation.
- Les candidats barrés ont refusé l'invitation avec notamment White et Inna qui ont cité des projets à venir pour justifier leur absence, en promettant toutefois un retour en 2013[6],[10].

### Résultats de la finale
La finale de la sélection, qui a lieu le 10 mars 2012, est remportée par le groupe Mandinga et leur chanson Zaleilah. 
| Numéro | Artiste            | Chanson                         | Télévote | Jury | Total | Place |
| ------ | ------------------ | ------------------------------- | -------- | ---- | ----- | ----- |
| 1      | Cătălin Josan      | Call my name                    | 10       | 8    | 18    | 3     |
| 2      | Ana Mardare        | If you find simple words to say | 0        | 6    | 6     | 8     |
| 3      | Vicky Red          | If you ever feel                | 4        | 0    | 4     | 10    |
| 4      | RPK                | Singura care                    | 0        | 0    | 0     | 15    |
| 5      | Lucian Oros        | The best a man can get          | 5        | 0    | 5     | 9     |
| 6      | Raluca Ocneanu     | Time is on my side              | 0        | 4    | 4     | 11    |
| 7      | Electric Fence     | Şun-ta                          | 7        | 12   | 19    | 2     |
| 8      | Ovidiu Anton       | I walk alone                    | 2        | 7    | 9     | 5     |
| 9      | Miss Mary          | Rollin                          | 0        | 2    | 2     | 14    |
| 10     | Mandinga           | Zaleilah                        | 12       | 10   | 22    | 1     |
| 11     | T&L                | Twilight                        | 6        | 0    | 6     | 6     |
| 12     | Ioana Bianca Anuţa | Girls don't cry                 | 8        | 1    | 9     | 4     |
| 13     | Tasha              | Say my name                     | 1        | 5    | 6     | 7     |
| 14     | Bianca Purcărea    | Don't say sorry                 | 3        | 0    | 3     | 12    |
| 15     | Ana Mardare        | This must be love               | 0        | 3    | 3     | 13    |

## À l'Eurovision
Durant le tirage au sort de la répartition des pays dans les demi-finales, qui a lieu le 25 janvier 2012, il est annoncé que la Roumanie participe à la première moitié de la première demi-finale du 22 mai. Le 20 mars 2012, le tirage au sort pour l'ordre de passage a lieu pour déterminer dans quel ordre les pays passent lors de la compétition et la Roumanie obtient et passe donc en 6e position lors de la première demi-finale entre l'Albanie et la Suisse. Lors de celle-ci, le pays se qualifie pour la finale en terminant à la 3e place avec 120 points.
Lors de la finale du 26 mai, le pays passe en 14e position entre l'Azerbaïdjan et le Danemark et termine à la 12e place du concours avec 71 points.

### Points accordés à la Roumanie
| 12 points                      | 10 points            | 8 points                  | 7 points                   | 6 points               |
| ------------------------------ | -------------------- | ------------------------- | -------------------------- | ---------------------- |
| - Espagne - Irlande - Moldavie | - Italie             | - Grèce - Israël - Russie | - Azerbaïdjan - Monténégro | - Chypre - Saint-Marin |
| 5 points                       | 4 points             | 3 points                  | 2 points                   | 1 point                |
| - Albanie - Autriche           | - Belgique - Islande | - Hongrie                 | - Suisse                   | - Danemark             |

| 12 points  | 10 points            | 8 points            | 7 points         | 6 points               |
| ---------- | -------------------- | ------------------- | ---------------- | ---------------------- |
| - Moldavie | - Espagne            |                     | - Grèce - Italie | - Azerbaïdjan - Israël |
| 5 points   | 4 points             | 3 points            | 2 points         | 1 point                |
| - Irlande  | - Portugal - Turquie | - Belgique - Chypre | - France         | - Danemark - Russie    |

### Points accordés par la Roumanie
| 12 points | Grèce    |
| 10 points | Moldavie |
| 8 points  | Hongrie  |
| 7 points  | Chypre   |
| 6 points  | Russie   |
| 5 points  | Israël   |
| 4 points  | Albanie  |
| 3 points  | Danemark |
| 2 points  | Suisse   |
| 1 point   | Belgique |

| 12 points | Moldavie |
| 10 points | Suède    |
| 8 points  | Grèce    |
| 7 points  | Hongrie  |
| 6 points  | Espagne  |
| 5 points  | Serbie   |
| 4 points  | Russie   |
| 3 points  | Turquie  |
| 2 points  | Chypre   |
| 1 point   | Albanie  |